# Thomas Thiemann
Thomas Thiemann (* 1967) ist ein deutscher theoretischer Physiker, der sich mit Quantengravitation befasst. Er ist Professor an der Universität Erlangen-Nürnberg.
Thiemann wurde 1994 an der RWTH Aachen bei Hans A. Kastrup promoviert (Zur Kanonischen Quantisierung der Gravitation im Rahmen des Ashtekar-Formalismus) und war dann zwei Jahre als Post-Doktorand an der Pennsylvania State University (bei Abhay Ashtekar) und der Harvard University. 2000 habilitierte er sich an der Universität Potsdam (Mathematische Formulierung der Quanten-Einstein-Gleichungen). Er war ab 1997 als Gruppenleiter am Max-Planck-Institut für Gravitationsphysik in Golm bei Potsdam und ab 2003 Professor am Perimeter Institute und Associate Professor an der University of Waterloo, bevor er 2009 Professor in Erlangen wurde. Er leitet dort das Institut für Quantengravitation.
2005 war er Gastprofessor an der Beijing Normal University in Peking.
Er ist für wichtige Beiträge zur Theorie der Schleifenquantengravitation und deren mathematische Formulierung bekannt.

## Schriften
- Modern Canonical Quantum Gravity Theories, Cambridge University Press 2007
- Introduction to Modern Canonical Quantum General Relativity, 2001, Habilitation
- Lectures on Loop Quantum Gravity, Lecture Notes in Physics, Band 631, 2003, S. 41–135
- Loop Quantum Gravity. An Inside View, Lecture Notes in Physics, Band 721, 2007, S. 185–263
- Schleifenquantengravitation- auf der Suche nach dem Heiligen Gral, Physik in unserer Zeit, Band 39, 2008, Nr. 3